# Fujiwara no Toshiie
Fujiwara no Toshiie (藤原俊家, [[[1018]] - 1082] Erro: {{japonês}}: texto da transliteração contém caractere não latino (pos 19) (ajuda), também conhecido como Omiya Udaijin), foi um estadista, membro da corte e político durante o período Heian da história do Japão

## Vida
Toshiie foi o segundo filho de Fujiwara no Yorinume e pertencia ao Ramo Nakamikado dos Hokke Fujiwara.

## Carreira
Toshiie serviu durante os reinados dos Imperadores:  Go-Ichijo (1031 a 1036); Go-Suzaku (1036 a 1045);  Go-Reizei (1045 a 1068); Go-Sanjo (1068 a 1072); Shirakawa (1073 a 1082).
Toshiie ingressou na Corte em 1031 durante o governo do Imperador Go-Ichijo, servindo como Comandante do Konoefu (Guarda do Palácio). E em 1035 foi designado Governador da Província de Bingo.
Em 1036 Toshiie, já no governo do Imperador Go-Suzaku foi nomeado Kurōdonotō (secretário do Kurōdodokoro).
Em 1038 no governo do Imperador Go-Reizei Toshiie foi nomeado Sangi. E em 1048 no governo do Imperador Go-Sanjo  foi promovido a Chūnagon.
Em 1060 Toshiie se torna Comandante do Emonfu (Guarda Externa do Palácio). Em 1065 passou a ter direitos de Udaijin e passou a fazer parte do Minbushō (Ministério dos Assuntos Populares).
Em 1076 no governo do Imperador Shirakawa, Toshiie se torna responsável pelo Azechi (Órgão de Supervisão da Administração Publica)  e em 1080 foi efetivado Udaijin.
Toshiie veio a falecer em 1082 aos 64 anos de idade, deixando  seu filho Yorinume como herdeiro.

| Precedido por Fujiwara no Yorinume | -- 2º Líder dos Nakamikado Fujiwara 1065-1082 | Sucedido por Fujiwara no Munemichi |
| Precedido por Minamoto no Morofusa | 64º Udaijin 1080-1082                         | Sucedido por Minamoto no Toshifusa |